# Feel so right
「Feel so right」（フィール・ソー・ライト）は、MAXの22作目のシングル。2001年12月5日発売。発売元はavex trax。

## 解説
- 2001年の第4弾シングルで、前作から引き続き、盤収録の全楽曲は外国人作家作曲によるものである。なお、制作自体は、前作「moonlight」よりも前に完了していた。
- 川村ゆみが収録曲全曲に渡りコーラスで参加。
- 第52回NHK紅白歌合戦で披露された曲である。

## 収録曲
1. Feel so right
作詞：海老根祐子 / 作曲：Charlie King、Ari Lehtonen、George Cole / 編曲：Cobra Endo
2. 真夏のイヴ
作詞：shungo. / 作曲：Lee Bnnett、Chris Ballard、Andrew Murray / 編曲：河辺健宏
3. Feel so right (Instrumental)
4. 真夏のイヴ (Instrumental)

## タイアップ
- テレビ東京系アニメ『キャプテン翼』第1期（第1話 - 第13話）エンディングテーマ（#1）

## 収録アルバム
Feel so right
- PRECIOUS COLLECTION 1995-2002 (Disc-2 #10)
- MAXIMUM PERFECT BEST (Disc-2 #7)